# Manuel Rivas

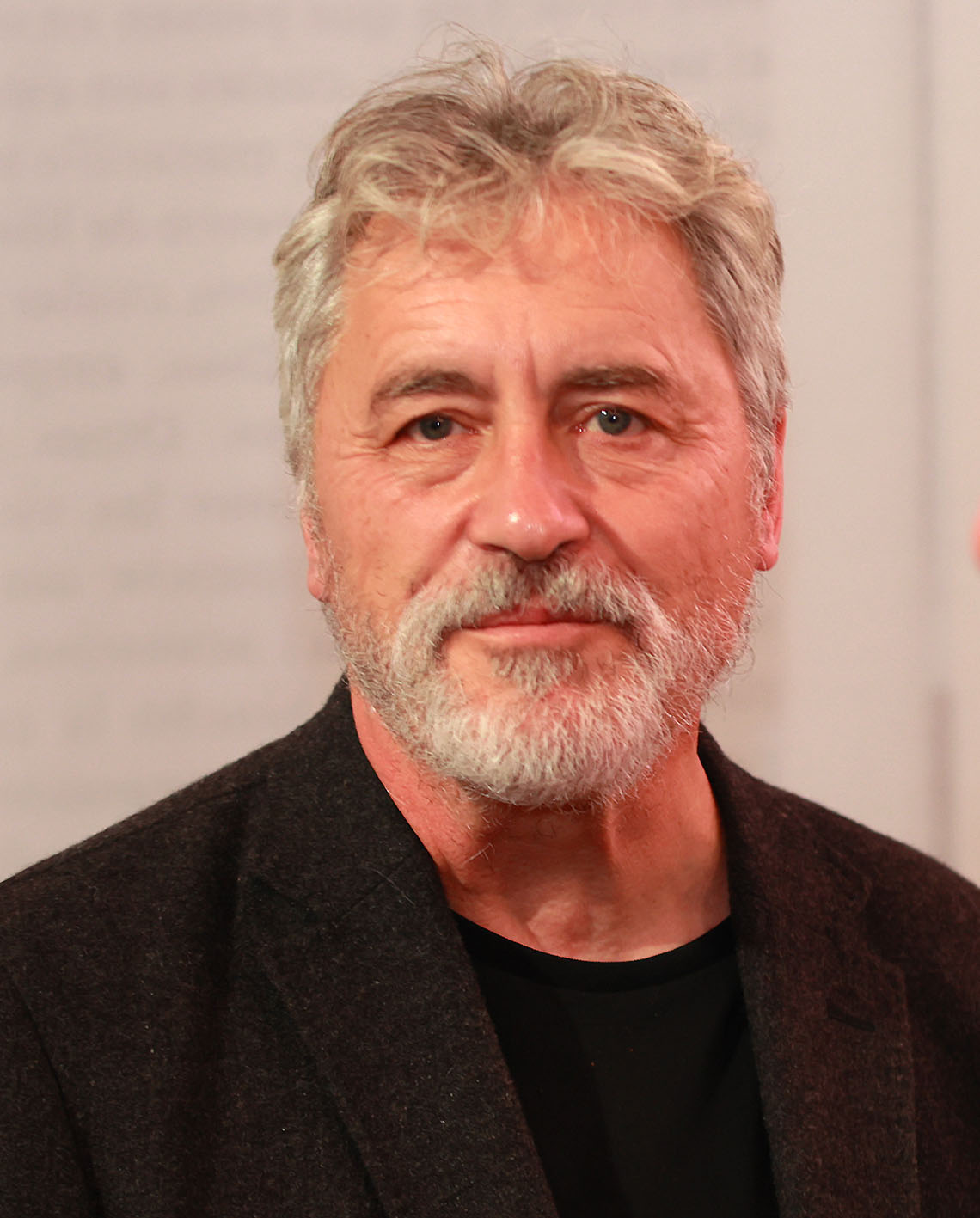
Manuel Rivas, Frankfurter Buchmesse 2022

Manuel Martinez Rivas Barrós (* 24. Oktober 1957 in A Coruña, Spanien) ist ein galicischer Autor, Poet und Journalist. Unter anderem ist er für die Novelle Der Bleistift des Zimmermanns und die Kurzgeschichte Die Zunge der Schmetterlinge bekannt.

## Leben
Die Zunge der Schmetterlinge wurde im Jahr 1999 mit dem spanischen Originaltitel La lengua de las mariposas unter der Regie von José Luis Cuerda verfilmt.
Der Schauspieler Martiño Rivas (* 1985) ist sein Sohn.